# Décès en 872
Décès
- 868
- 869
- 870
- 871
- 872
- 873
- 874
- 875
- 876

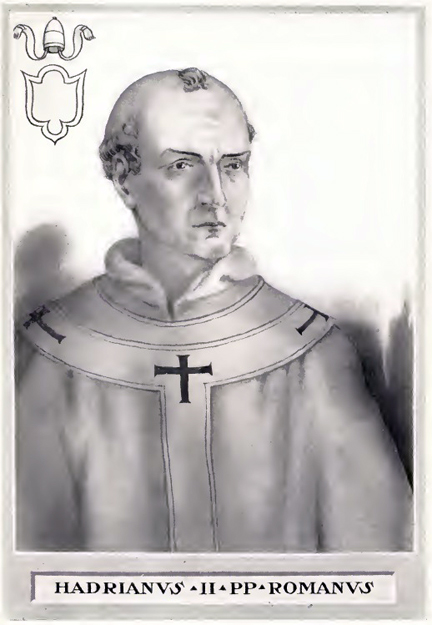
Adrien II mort en 872.

Cette page dresse une liste de personnalités mortes au cours de l'année 872 :
- 13 juin : Grimald de Wissembourg, abbé de Wissembourg et de Saint-Gall, archichapelain et chancelier de Louis le Germanique.
- entre août et décembre : Bernard II de Rouergue, comte de Toulouse, de Rouergue, de Quercy, du Limousin, de Carcassonne et de Razès.
- 14 décembre : Adrien II, 106e pape.

- Artghal de Strathclyde, roi des Bretons de Strathclyde.
- Cenn Fáelad hua Mugthigirn, roi de Munster.
- Fujiwara no Yoshifusa, premier des régents Fujiwara.
- Bernard le Veau, comte d'Autun.

## Crédit d'auteurs
- Cet article est partiellement ou en totalité issu de l'article intitulé « 872 » (voir la liste des auteurs).